# Arthonia galactinaria
Arthonia galactinaria är en lavart som beskrevs av William Allport Leighton. Arthonia galactinaria ingår i släktet Arthonia, och familjen Arthoniaceae. Arten är reproducerande i Sverige.